# Tchung-žen
Tchung-žen (čínsky pchin-jinem Tóngrén, znaky zjednodušené 铜仁, tradiční 銅仁) je městská prefektura na východě provincie Kuej-čou v Čínské lidové republice. Žije v ní téměř 3,3 miliony obyvatel. V Tchun-ženu se nachází třetina světových zásob manganu.

## Historie
V listopadu 2011 byl Tchung-žen, původně se statusem prefektury, přeměněn na městskou prefekturu.

## Geografie

### Poloha
Městská prefektura Tchung-žen se nachází na severovýchodě provincie Kuej-čou v jihozápadní Číně. Na severu hraničí s přímo spravovaným městem Čchung-čching, na západě s Tchuťiaským a miaoským autonomním krajem Siang-si a městskou prefekturou Chuaj-chua v provincii Chu-nan, na jihu s Miaoským a tungským autonomním krajem Čchien-tung-nan a na východě s městskou prefekturou Cun-i.

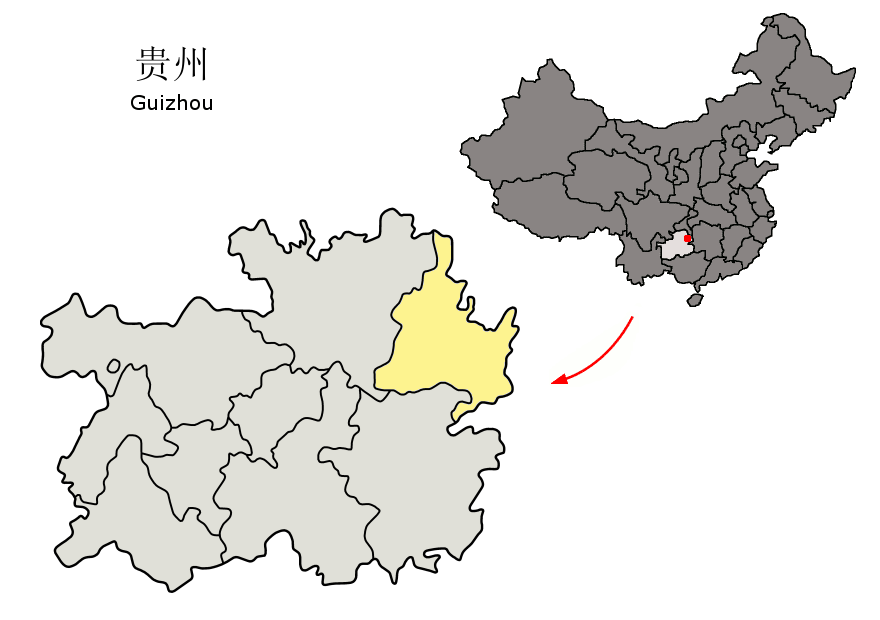
Tchung-žen (žlutě) na mapě Kuej-čou

### Povrch

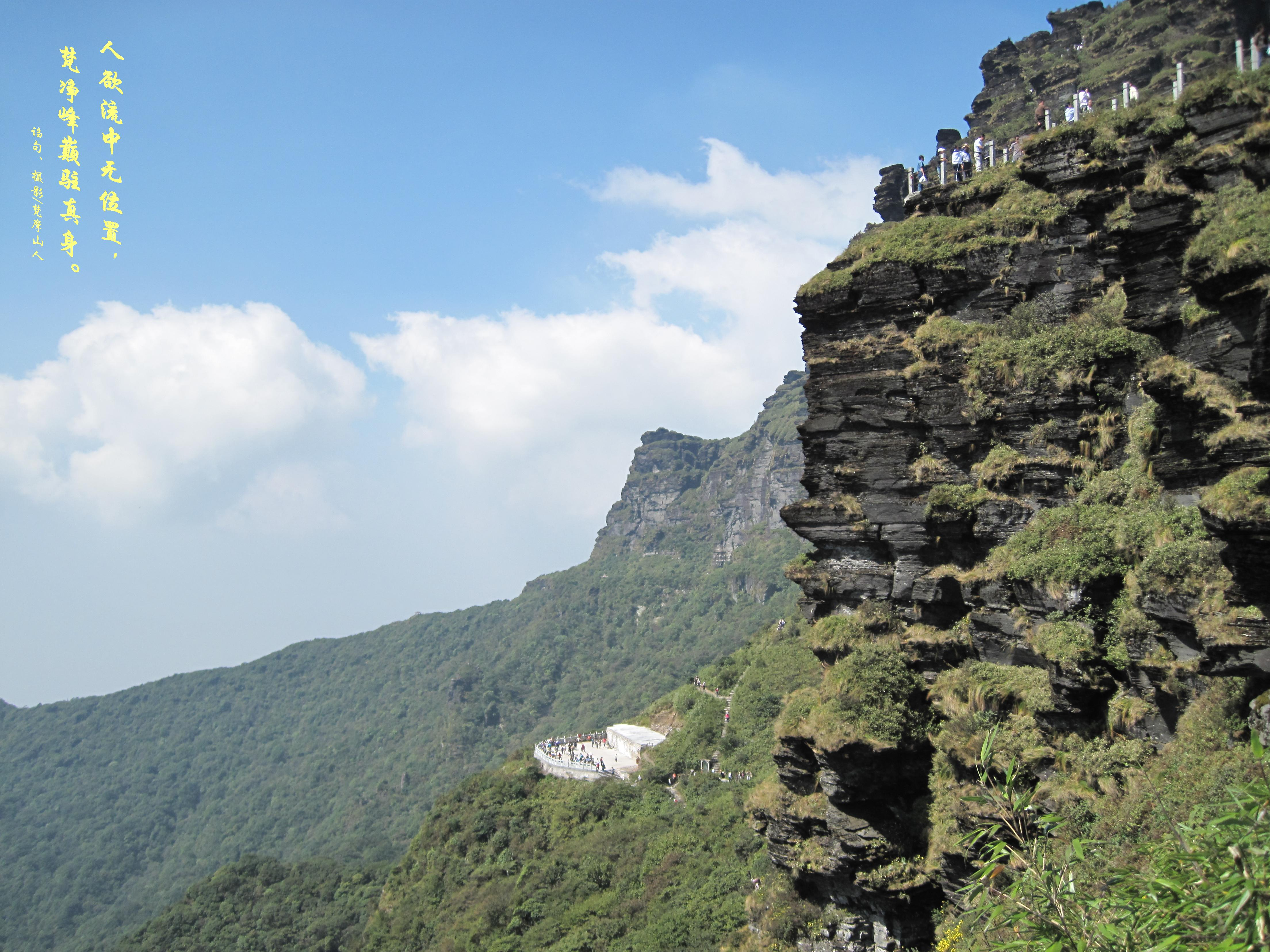
Fan-ťing-šan, nejvyšší hora prefektury

Většina prefektury je hornatá a kopcovitá, nachází se v přechodné oblasti mezi východním okrajem Jünnansko-kuejčouské vysočiny a Sečuánskou pánví.
Středem prefektury se v severovýchodním směru táhne pohoří Wu-ling, v němž se nachází scénická oblast Wu-ling-jüan, známá pro kvarcitovité a pískovcovité krasové útvary. V Tchun-ženu se také nachází nejvyšší bod celého pohoří, hora Fan-ťing, dosahující nadmořské výšky 2570 m.
Do severních oblastí prefektury také zasahuje pohoří Ta-lou.

### Podnebí
Tchung-žen se těší hojným dešťovým srážkám a slunečnímu svitu a má vhodné klima pro zemědělství. Leží v subtropickém klimatickém pásu a má vlhké subtropické podnebí. Jedná se o nejteplejší oblast celé provincie Kuej-čou.
| Tchung-žen – podnebí        | Tchung-žen – podnebí | Tchung-žen – podnebí | Tchung-žen – podnebí | Tchung-žen – podnebí | Tchung-žen – podnebí | Tchung-žen – podnebí | Tchung-žen – podnebí | Tchung-žen – podnebí | Tchung-žen – podnebí | Tchung-žen – podnebí | Tchung-žen – podnebí | Tchung-žen – podnebí | Tchung-žen – podnebí |
| Období                      | leden                | únor                 | březen               | duben                | květen               | červen               | červenec             | srpen                | září                 | říjen                | listopad             | prosinec             | rok                  |
| --------------------------- | -------------------- | -------------------- | -------------------- | -------------------- | -------------------- | -------------------- | -------------------- | -------------------- | -------------------- | -------------------- | -------------------- | -------------------- | -------------------- |
| Průměrné denní maximum [°C] | 9,3                  | 11,3                 | 15,9                 | 22,4                 | 27,0                 | 29,9                 | 33,0                 | 32,9                 | 29,1                 | 22,8                 | 17,8                 | 12,1                 | 22,0                 |
| Průměrná teplota [°C]       | 5,7                  | 7,6                  | 11,5                 | 17,3                 | 21,8                 | 25,1                 | 27,9                 | 27,4                 | 23,7                 | 18,1                 | 13,1                 | 7,9                  | 17,3                 |
| Průměrné denní minimum [°C] | 3,3                  | 5,1                  | 8,4                  | 13,7                 | 18,1                 | 21,7                 | 24,1                 | 23,6                 | 20,0                 | 15,1                 | 10,1                 | 5,1                  | 14,0                 |
| Průměrné srážky [mm]        | 38,4                 | 47,8                 | 66,3                 | 122,4                | 176,7                | 202,9                | 194,3                | 128,2                | 75,2                 | 93,8                 | 57,5                 | 29,5                 | 1,223                |
| Zdroj:                      |                      |                      |                      |                      |                      |                      |                      |                      |                      |                      |                      |                      |                      |

### Vodstvo
Prefekturou z jihu na sever protéká řeka Wu-ťiang, a její jednotlivé přítoky, jako Žuo-che, Chung-tu-che, Fu-žung-ťiang a další. Okresem Jü-pching protéká Wu-jang-che.

## Administrativní členění
Městská prefektura Tchung-žen se člení na deset celků okresní úrovně, a sice dva městské obvody, čtyři okresy a čtyři autonomní okresy.
| Pi-ťiang Wan-šan okres · Te-ťiang okres · Ťiang-kchou okres · Š’-čchien okres · S’-nan autonomní okres · Jü-pching autonomní okres · Sung-tchao autonomní okres · Jin-ťiang autonomní okres · Jen-che |                      |                       |                    |                                  |
| Název | Název                | Počet obyvatel (2020) | Rozloha km² (2020) | Hustota zalidnění (obyv. na km²) |
| český přepis | znaky                | Počet obyvatel (2020) | Rozloha km² (2020) | Hustota zalidnění (obyv. na km²) |
| Městské obvody |                      |                       |                    |                                  |
| Pi-ťiang | 碧江区               | 442 076               | 1 008              | 439                              |
| Wan-šan | 万山区               | 160 624               | 852                | 189                              |
| Okresy |                      |                       |                    |                                  |
| Te-ťiang | 德江县               | 393 596               | 2 072              | 190                              |
| Ťiang-kchou | 江口县               | 184 764               | 1 876              | 98                               |
| Š’-čchien | 石阡县               | 297 086               | 2 161              | 138                              |
| S’-nan | 思南县               | 457 745               | 2 204              | 208                              |
| Autonomní okresy |                      |                       |                    |                                  |
| Jü-pching (tungský) | 玉屏侗族自治县       | 150 457               | 526                | 286                              |
| Sung-tchao (miaoský) | 松桃苗族自治县       | 487 737               | 2 863              | 170                              |
| Jin-ťiang (tchuťiaský a miaoský) | 印江土家族苗族自治县 | 294 490               | 1 978              | 149                              |
| Jen-che (tchuťiaský) | 沿河土家族自治县     | 429 893               | 2 472              | 174                              |
| |                      |                       |                    |                                  |
| Celkem | Celkem               | 3 298 468             | 18 011             | 183                              |

## Ekonomika

### Zemědělství
V Tchung-ženu je pěstována široká škála zemědělských produktů, jako rýže, kukuřice, batáty, brambory, sója, řepka olejka, podzemnice olejná, tabák, vodní meloun a cukrová třtina.

### Těžební průmysl
Nachází se zde světově významné zásoby manganu. V roce 2016 bylo nalezeno 106 milionů tun manganových rud, což z Tchun-ženu učinilo třetí největší naleziště manganu v Asii. V roce 2019 byla objevena další naleziště, obsahující dalších 660 milionů tun. S více než 700 miliony tun manganových rud tak prefektura Tchun-žen představuje největší naleziště manganu v Asii a celkem třetinu světových zásob manganu.

## Doprava

### Silniční

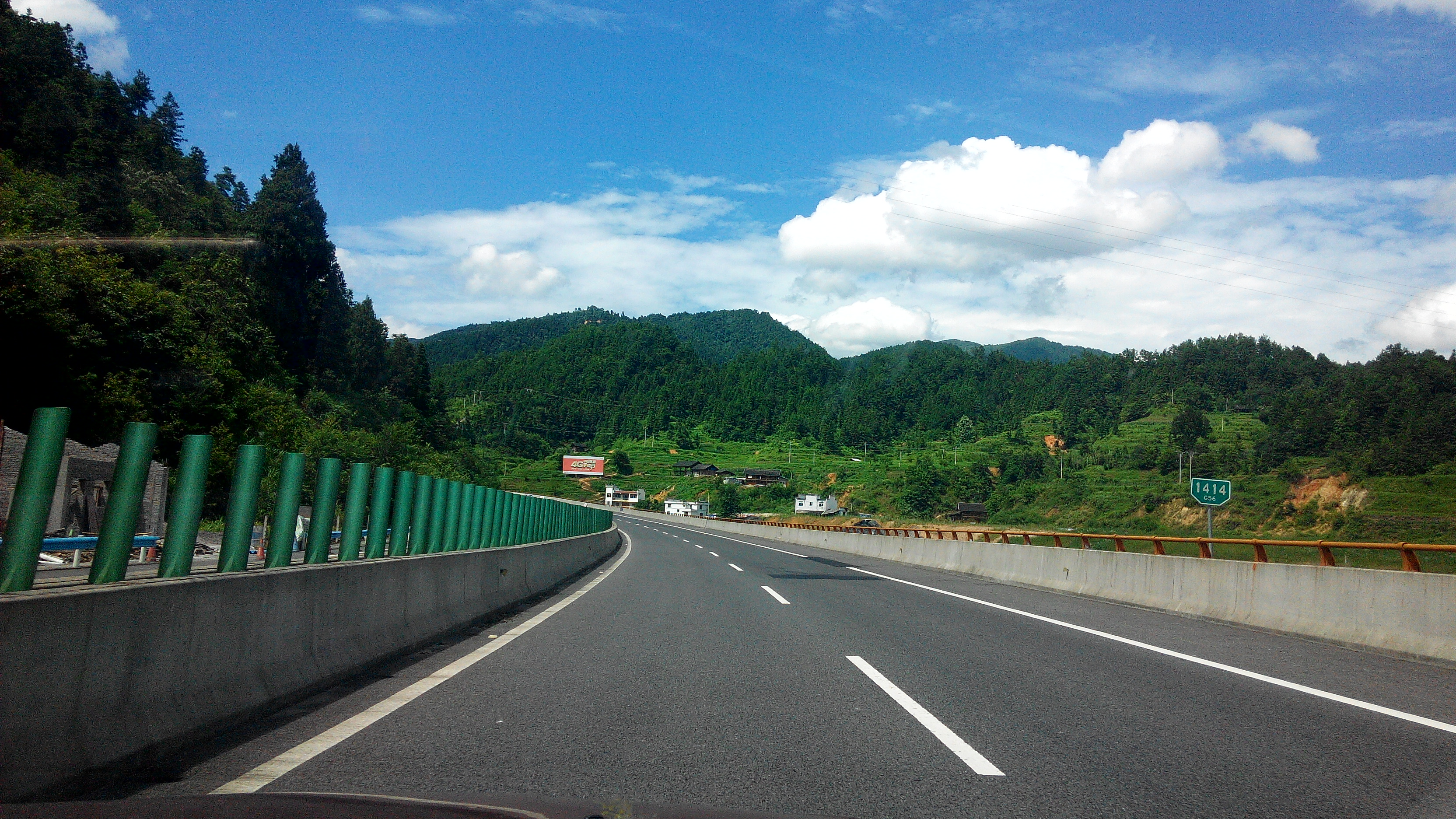
Dálnice G56 v Tchung-ženu

Prefekturou prochází  Dálnice G56 Chang-čou – Žuej-li. Vede z Chu-nanu přes městské obvody Pi-ťiang a Wan-šan, poté na severozápad přes Ťiang-kchou, Jin-ťiang, Si-nan a okrajově zasahuje i do okresu Te-ťiang, ze kterého dále pokračuje směrem na Cun-i.
Na samém jihu prefektury v okrese Jü-pching také krátce vede  Dálnice G60 Šanghaj – Kun-ming.

### Železniční
Jihem prefektury prochází vysokorychlostní trať Čchang-ša – Kchun-ming, jeden z úseků vysokorychlostní tratě Šanghaj – Kchun-ming. Na území prefektury trať obsluhuje jedinou stanici, nádraží Tchung-žen jih, které se nachází v Tungském autonomním okrese Jü-pching.

### Letecká
V Miaoském autonomním okrese Sung-tchao na západě prefektury se nachází Letiště Tchung-žen Feng-chuang, které zajišťuje vnitrostátní lety.